# Minerale olie

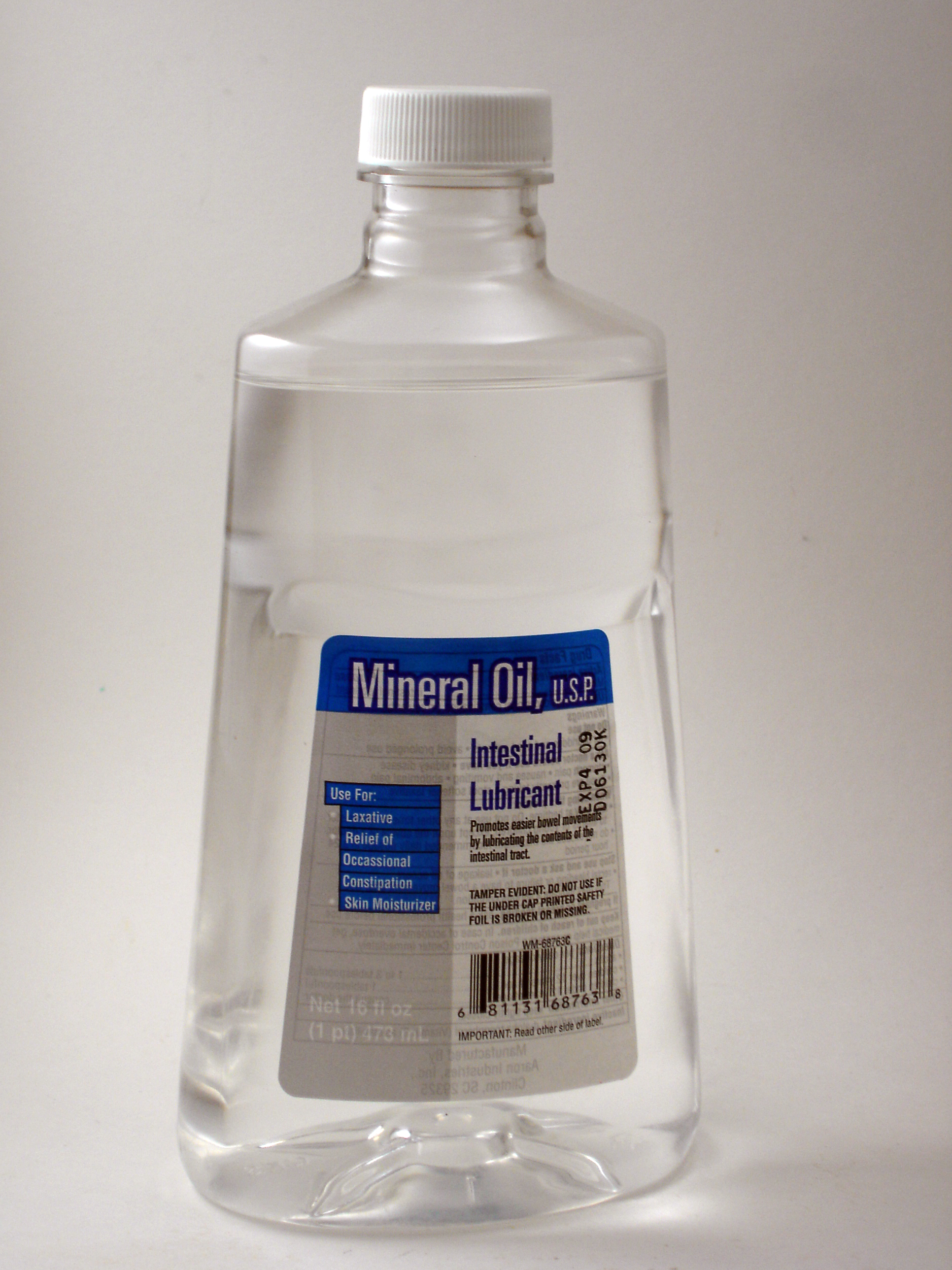
Een fles met minerale olie.

De term minerale olie wordt gebruikt ter onderscheiding van olie van biologische oorsprong, vaak aangeduid met de verzamelnaam dierlijke en plantaardige oliën en vetten. Minerale olie wordt (vaak) verkregen als hoogkokend  destillaat van aardolie. De chemische samenstelling van minerale olie is niet echt gedefinieerd, al vormen de hogere alkanen (aantal koolstofatomen groter dan 20) vaak een belangrijk onderdeel ervan. Dit hangt samen met het feit dat het gebruik van minerale oliën vooral gebaseerd is op hun fysische eigenschappen (heldere, kleurloze vloeistof) en chemische inertheid. Bij lekkage van minerale oliën op de bodem bestaat het gevaar van bodemverontreiniging. Ze bevatten vaak additieven en zijn biologisch slecht afbreekbaar. Minerale olie in zeer lage concentratie (0,5-1,5%) gemengd met water en afwasmiddel wordt door middel van verneveling toegepast als biologisch verantwoord insecticide ter bestrijding van o.m. wittevlieg, (schild)luis en (indirect) de schimmelziektes die ze overbrengen zoals roetdauw. Het oliebestanddeel blokkeert het voor insecten specifieke ademhalingsysteem trachea. 
Enkele toepassingen van minerale oliën zijn:
- smeermiddel
- hydraulische olie
- koelvloeistof
- olie in smeltpuntapparaat
- horticultural oil, biologisch insecticide

## Mineraalolie
Mineraalolie is een specifieke minerale olie, en wel een bijproduct dat ontstaat bij de productie van benzine. Omdat het geurloos is wordt het vaak gebruikt om metalen voorwerpen te beschermen. In Japan bijvoorbeeld wordt choji-olie al eeuwenlang gebruikt om zwaarden op te poetsen. Deze olie bestaat voor 99% uit minerale olie en voor 1% uit kruidnagelolie voor de geur.